# Rakahanga (osada)
Rakahanga – osada na Wyspach Cooka; w środkowo-południowej części Pacyfiku na atolu Rakahanga; 34 mieszkańców (2006). Przemysł spożywczy.